# Супралитораль
Супралитораль (от лат. supra — над, выше и litoralis — береговой), эпилитораль, зона заплеска — экологическая зона на границе моря и суши, находящаяся выше уровня максимального прилива.
Супралитораль может рассматриваться как зона, лежащая выше литорали, или как верхняя часть литорали.
Покрывается водой прибоя, при нагонных ветрах, сильных штормовых ветрах, во время самых высоких, т. н. сизигийных приливов. Отличается высокой влажностью.

## Биоразнообразие
В супралиторали представлены как морская, так и наземная флора и фауна.
Видов животных тут достаточно мало, но численность их может быть весьма высокой.
Супралитораль наиболее богата в умеренных широтах, так как в полярных областях её развитию препятствует ледовый покров, а в тропиках чрезмерная инсоляция .
Флора
Флора представлена некоторыми сухопутными растениями — цветковыми, например видами лебеды, солероса и другими маревыми, а также лишайниками. Морские растения представлены некоторыми зелёными и синезелеными водорослями.
Фауна
Морские выбросы являются местообитанием насекомых и животных, выброшенных с водорослями. Во влажном грунте обитают морские черви, моллюски, ракообразные.
Водных животных представляют равноногие раки и бокоплавы, некоторые брюхоногие моллюски, в тропических широтах — отдельные крабы, сухопутные раки-отшельники рода Coenobita, отдельные рыбы, например илистые прыгуны, ползуны. С супралиторалью связаны некоторые морские черепахи и ластоногие, например, тюлени, моржи, морские слоны.
Многие наземные позвоночные, особенно птицы, находят здесь себе пропитание. Наземных беспозвоночных представляют прибрежная уховёртка, жуки стафилиниды, клещи-краснотелки, ложноскорпионы рода (Garypus), некоторые многоножки.
Некоторые обитатели супралиторали, например, бокоплавы талитриды, крабы, раки-отшельники могут её покидать и на долгое время уходить в глубь суши.